# Acipes atlanticus
Acipes atlanticus är en mångfotingart som beskrevs av Carl Graf Attems 1937. Acipes atlanticus ingår i släktet Acipes och familjen pärlbandsfotingar. Inga underarter finns listade i Catalogue of Life.